# Riccardo Onori
Riccardo Onori (Prato, 26 marzo 1969) è un chitarrista, compositore e produttore discografico italiano.
Storico chitarrista di Jovanotti, considerato un cardine del suo gruppo, ha all’attivo collaborazioni con artisti italiani e internazionali, fra cui Stefano Bollani. Dopo decine di album in cui è accreditato come musicista o compositore, a settembre 2018 ha pubblicato il suo primo disco solista Sonoristan.

## Biografia
Inizia a suonare la chitarra a 14 anni, studiando chitarra classica al conservatorio Scuola di Musica di Fiesole per poi appassionarsi al Jazz. Tra il 1989 e il 1993 collabora con diversi gruppi del panorama pratese-fiorentino, come Edipo e il suo Complesso, Diaframma e Gezz Zero Grup.
Nel 1994 entra a far parte dell'Orchestra Europea del Paese degli Specchi diretta da Bruno Tommaso, Kenny Wheeler, George Russell, Steve Coleman e Ray Wharlight. Da questa orchestra nasce il progetto parallelo Specchio Ensemble, di cui Onori fa parte. L'orchestra, diretta da Domenico Caliri, vince con il suo primo disco la Biennale di Bologna. Sempre nello stesso anno, Onori crea il Lirion Jazz Trio che nell'ottobre 1994 partecipa e vince il concorso EuroJazz di Oristano. Nel 1995 inizia a collaborare con i Dirotta su Cuba: durante la collaborazione, il gruppo incide due dischi e nel 1997 partecipa al 47º Festival di Sanremo.
Sempre nel 1997 Onori inizia a lavorare con Irene Grandi: partecipa come coautore e musicista agli album Per fortuna purtroppo (CGD, 1997) e Verde rosso e blu (Eastwest Records, 1999) e l'accompagna nei suoi tour fino al 2000. Nello stesso periodo entra a far parte del progetto L’Orchestra del Titanic di Stefano Bollani, con cui registra due dischi oltre a Gnòsi delle fànfole (Consorzio Produttori Indipendenti, 1998) in cui sono musicate le favole dell’omonimo libro di Fosco Maraini.
Nel 2001 entra a far parte del team di Lorenzo Cherubini, in arte Jovanotti, partecipa al tour europeo del 2001 e l’anno seguente al tour Quinto Mondo, prende parte ai live in Italia e all'estero, alle registrazioni degli album e alla composizione di numerose canzoni. Tra i concerti di questo tour va menzionato quello al Palatrussardi di Ancona del 17 aprile 2002, interamente dedicato al compianto Alex Baroni ed in cui oltre ad Onori suonavano Giovanni Allevi al pianoforte, Ernesttico Rodriguez alle congas, Saturnino al basso, Pape Guioli alle tastiere e Pier Foschi alla batteria. Nel 2003 Onori diventa membro del progetto musicale alternativo Collettivo Soleluna creato dallo stesso Jovanotti e di cui fanno parte anche il bassista Saturnino, il pianista Allevi e altri musicisti.
In questo periodo è anche coautore dei brani di Jovanotti Mi Fido Di Te (che fa parte dell’album Buon Sangue del 2005), Fango (vincitore della prima edizione del Premio Mogol e in cui collabora con Ben Harper), Safari,  Come Musica e Mezzogiorno che fanno parte di Safari, l’album più venduto del 2008.
Negli stessi anni produce due album de La Camera Migliore, La Camera Migliore e Cari Miei, per l’etichetta “Due Parole” di Carmen Consoli.
Nel 2009, insieme a oltre 50 artisti della scena musicale italiana, partecipa all’incisione del brano Domani, dedicato alle vittime del terremoto in Abruzzo. Nello stesso periodo collabora con artisti della scena italiana ed internazionale come Eumir Deodato, Mike Patton nel progetto Mondo Cane; Giusy Ferreri negli album Gaetana e Fotografie;  Micol Barsanti in La Chiave del Sole; Tricarico nel disco L’imbarazzo.
Nel 2010 partecipa alla stesura del brano di Jovanotti Baciami ancora per la colonna sonora dell’omonimo film di Gabriele Muccino. Il brano vince il David di Donatello 2010 per la migliore canzone originale.
Nel 2011 compone il brano Tu Mi Porti Su per Giorgia insieme a Jovanotti e collabora alla realizzazione dell’album Ora (in cui è coautore dei singoli Tutto L’Amore Che Ho e Ora) sempre di Jovanotti. Dopo la pubblicazione dell’album, partecipa all'Ora Tour che tocca anche il Bonnaroo Music Festival in Tennessee, con Jovanotti in qualità di primo artista italiano ad esibirsi su quel palco. Dopo altri concerti negli Stati Uniti e l’uscita della raccolta Backup di Jovanotti, nel 2013 suona con lui al Backup Tour negli stadi italiani e nel 2014 al Rock in Rio e al Lollapalooza in Cile e Argentina.
Nel 2014 collabora con Tommaso Rosati al progetto di chitarra aumentata presentato nell’ambito del Contemporanea Festival di Prato. Durante lo stesso anno lavora alla registrazione dell’album Lorenzo 2015 CC di Jovanotti pubblicato a inizio 2015 e anticipato dal singolo Sabato, uno dei brani dell'album di cui Riccardo Onori è coautore. Nello stesso album firma anche la musica de L'Estate Addosso che viene candidata come miglior canzone originale al Nastro D'Argento.
Nell’estate 2015 partecipa al tour di Jovanotti negli stadi e a fine anno è uno dei protagonisti del documentario Gli Immortali che racconta la storia del tour. Sempre insieme a Jovanotti, nel 2015 firma anche il brano Innamorata di Laura Pausini.
Nel 2016 collabora con Le Luci Della Centrale Elettrica di Vasco Brondi e scrive tre brani dell’album Terra: Qui, Stelle Marine e A Forma Di Fulmine.
Collabora anche al primo album da solista di Samuel, cantante dei Subsonica, Il codice della bellezza in qualità di coautore di Passaggio ad un’amica, Voleva un’anima e Vedrai. Con quest’ultimo brano partecipa con Samuel al festival di Sanremo 2017.
Nel 2017 partecipa nuovamente al Festival Au Desert di Firenze dove ha l'occasione di suonare con Hindi Zahra, Justin Adams (chitarrista di Robert Plant) e Sanou Ag Ahmed (chitarrista dei Terakaft). Nello stesso periodo lavora insieme al produttore Rick Rubin alla realizzazione dell’album Oh vita di Jovanotti dove suona le chitarre e co-firma i brani Oh, vita!, Le canzoni, In Italia, Sbagliato, Viva la libertà, Quello che intendevi. Alla fine del 2017 suona insieme a Jovanotti, Bombino e Tony Allen durante la trasmissione Che tempo che fa di Fabio Fazio.
A inizio 2018 partecipa al tour di 68 concerti in Italia ed Europa Lorenzo live 2018 e in estate partecipa, sempre con Jovanotti, all’evento di beneficenza RisorgiMarche ideato da Neri Marcorè dove suona davanti a circa 70.000 persone. Collabora anche alla scrittura di Lana del Ray, brano di Alessandro Raina.
Il 24 giugno 2018 esce Sea No Street, singolo che anticipa l’uscita del suo primo album da solista Sonoristan, pubblicato il 28 settembre 2018. Sea no street vede la partecipazione straordinaria di Sabina Sciubba (cantante delle Brazilian Girls) alla voce e del trombonista Gianluca Petrella ed il video è stato pubblicato in anteprima da Rolling Stone. Sea No Street fa da apripista al progetto discografico Sonoristan che vede la collaborazione di artisti internazionali come Hindi Zahra, Mudimbi, Ahmed Ag Kaedy e molti altri.
Nell'estate 2019 affianca ancora una volta Jovanotti nel lungo tour Jova Beach Party sulle principali spiagge italiane.
Tra le moltissime collaborazioni avvenute nel corso degli anni si ricordano anche quelle con artisti come Max Gazzè, Alex Britti, Syria, Enrico Rava, Gianni Maroccolo, Ernestico Rodriguez, Marco Tamburini, Jarabe de Palo, Horacio Hernández, Michael Franti, Cesare Cremonini, Giuliano Sangiorgi, Luca Carboni, Planet Funk, Karima, Paolo Buonvino.

## Discografia

### Solista
- 2018 – Sonoristan

### Collaborazioni (come strumentista)
- 1992 - Diaframma - Anni Luce
- 1994 - Diaframma - Il Ritorno Dei Desideri
- 1995 - Diaframma - Non È Tardi
- 1995 - Alessandro Pierini - Mind The Gap
- 1995 - Mirko Guerrini - Tornando A Casa
- 1996 - Timet - Cicli Di Sintesi
- 1997 - Irene Grandi - Per Fortuna Purtroppo
- 1997 - Timet - Quadri Di Schermo Vivo
- 1999 - Stefano Bollani & L'Orchestra Del Titanic - Stefano Bollani & L'Orchestra Del Titanic
- 1999 - Irene Grandi - Verde Rosso E Blu
- 1999 - Timet / Lorenzo Brusci - La Via Negativa
- 2000 - Indoeuropean Music Ensemble - Gandharva
- 2001 - Stefano Bollani & L'Orchestra Del Titanic - Il Cielo Da Quaggiù
- 2002 - Jovanotti - Lorenzo 2002
- 2003 - Collettivo Soleluna - Roma
- 2003 - Alessio Riccio - Dialektos - The Early Tapes 1989/1991/1992
- 2005 - La Camera Migliore - Cari Miei
- 2005 - Jovanotti - Buon Sangue
- 2006 - Jovanotti - Buon Sangue Live
- 2007 - Micol Barsanti - La Chiave Del Sole
- 2008 - Jovanotti - Safari
- 2008 - Giusy Ferreri - Gaetana
- 2009 - Jovanotti & Soleluna NY Lab - Oyeah
- 2009 - Giusy Ferreri - Fotografie
- 2009 - Artisti Uniti Per L'Abruzzo - Domani 21/04.2009
- 2010 - Mike Patton - Mondo Cane
- 2010 - Jovanotti - Baciami Ancora
- 2011 - Jovanotti - Ora
- 2011 - Giorgia - Dietro Le Apparenze
- 2011 - Tricarico - L’Imbarazzo
- 2012 - Jovanotti - Backup Lorenzo 1987-2012
- 2012 - Jovanotti - Lorenzo In Concerto Per Jovanotti E Orchestra
- 2013 - Giochi Per Bambini - Cerco Soltanto Di Non Lavorare Più
- 2013 - Jovanotti - Lorenzo Negli Stadi Backup Tour 2013
- 2015 - Jovanotti - Lorenzo 2015 CC.
- 2015 - Laura Pausini - Innamorata / Enamorada
- 2016 - Playa Desnuda - 10
- 2016 - Le Luci Della Centrale Elettrica - Terra
- 2017 - Samuel - Il Codice Della Bellezza
- 2017 - Jovanotti - Oh vita!
- 2018 - Marco Mengoni - Atlantico

### Collaborazioni (come compositore)
- 2002 - La Camera Migliore - Amo Quest'Uomo
- 2003 - Collettivo Soleluna - Roma (Album)
- 2005 - La Camera Migliore - Cari Miei (Album)
- 2005 - La Camera Migliore - Oggi È Domenica
- 2006 - Jovanotti - Mi Fido Di Te
- 2007 - Marc Lavoine - J'ai Confiance En Toi (cover Mi Fido Di Te)
- 2008 - Jovanotti - Fango
- 2008 - Jovanotti - Safari
- 2008 - Jovanotti - Come Musica
- 2008 - Jovanotti - Mezzogiorno
- 2008 - Giusy Ferreri - Gaetana (Album)
- 2009 - Jovanotti & Soleluna NY Lab - Oyeah
- 2009 - Giusy Ferreri - Fotografie (Album)
- 2010 - Jovanotti - Baciami Ancora
- 2010 - Jovanotti - Ora
- 2010 - Jovanotti - Tutto L’Amore Che Ho
- 2011 - Giorgia - Tu Mi Porti Su
- 2012 - Jovanotti - Estate
- 2015 - Jovanotti - Sabato
- 2015 - Laura Pausini - Innamorata
- 2016 - Le Luci Della Centrale Elettrica - A Forma Di Fulmine
- 2016 - Le Luci Della Centrale Elettrica - Stelle Marine
- 2016 - Le Luci Della Centrale Elettrica - Qui
- 2017 - Samuel - Passaggio Ad Un’Amica
- 2017 - Samuel - Voleva Un’Anima
- 2017 - Samuel - Vedrai
- 2017 - Jovanotti - Le Canzoni
- 2017 - Jovanotti - In Italia
- 2017 - Jovanotti - Sbagliato
- 2017 - Jovanotti - Viva La Libertà
- 2017 - Jovanotti - Quello Che Intendevi
- 2018 - Alessandro Raina - Lana del Rey